# Нижнее Пулозеро
Нижнее Пулозеро — пресноводное озеро на территории сельского поселения Зареченск Кандалакшского района Мурманской области.

## Общие сведения
Площадь озера — 1 км². Располагается на высоте 43,1 метров над уровнем моря.
Форма озера дугообразная, продолговатая: оно почти на три километра вытянуто с запада на восток. Берега изрезанные, каменисто-песчаные, местами заболоченные.
В залив на южной стороне Нижнего Пулозера впадает ручей, вытекающий из озера Жуарламби. С северо-запада в Нижнее Пулозеро впадает ручей, вытекающий из Верхнего Пулозера.
На северо-востоке Нижнее Пулозеро соединяется протокой с Сенным озером, через которое протекает река Каменная, впадающая в Ковдозеро. Через последнее протекает река Ковда, впадающая, в свою очередь, в Белое море.
В озере расположено не менее трёх безымянных островов различной площади
.
Населённые пункты и автодороги вблизи водоёма отсутствуют.
Код объекта в государственном водном реестре — 02020000611102000001501.